# Файфура Владислав Омелянович
Владисла́в Омеля́нович Файфу́ра (нар. 10 жовтня 1982, м. Чернівці, Українська РСР — пом. 17 червня 2014, с-ще Металіст, Слов'яносербський район, Луганська область, Україна) — український військовослужбовець, десантник, старший лейтенант Збройних сил України.

## Життєпис
Владислав Файфура народився 1982 року в місті Чернівці. Був єдиною дитиною в матері, яка працювала у закладі громадського харчування й виростила його самотужки. 1999 року закінчив загальноосвітню школу № 11 міста Чернівці. За прикладом свого дядька Михайла Васильовича, полковника запасу, Владислав вирішив стати військовиком.
По закінченні школи вступив до Військового інституту імені гетьмана Петра Сагайдачного Національного університету «Львівська політехніка», який закінчив 2004 року за спеціальністю «Апаратура радіозв'язку, радіомовлення і телебачення». Займався спортом, протягом п'яти років навчання був членом збірної військового інституту з багатоборства.
З 2004 року служив у військових частинах міста Хмельницький та смт Делятин Надвірнянського району Івано-Франківської області, служив на посаді заступника командира роти охорони по роботі з особовим складом. У Делятині познайомився з майбутньою дружиною. За деякий час залишив військову службу і звільнився в запас. Працював у службі охорони в Делятині.
У зв'язку з російською збройною агресією проти України навесні 2014 року призваний за частковою мобілізацією до чернівецького батальйону.
Старший лейтенант, командир 1-го аеромобільного взводу 2-ї аеромобільної роти 87-го окремого аеромобільного батальйону 80-ї окремої аеромобільної бригади, в/ч А2582, м. Чернівці (колишній 300-й полк). Проходив підготовку на полігоні в Сторожинці. Згодом, у складі 3-ї батальйонної тактичної групи 80-ї ОАеМБр направлений на Луганщину в район міста Щастя.

### Обставини загибелі
Вранці 17 червня 2014 року резервна група десантників на чолі зі старшим лейтенантом Файфурою виїхала в напрямку селища Металіст, що на північній околиці Луганська, для надання допомоги бійцям добровольчого батальйону «Айдар», які вели бій з терористами в районі гольф-клубу (с. Привітне). У бойовому зіткненні з терористами, які підбили бронетранспортер із засідки з гранатомета, загинули 9 десантників, серед них і старший лейтенант Файфура.
Того дня в боях у районі Стукалової Балки і Металіста загинули також 3 військовослужбовців 15-го окремого гірсько-піхотного батальйону 128-ї ОГПБр та 4 бійців батальйону «Айдар», кілька військовослужбовців з різних підрозділів були поранені й захоплені в заручники, серед них доброволець «Айдару» Надія Савченко.
Вісім з дев'ятьох загиблих десантників — буковинці, один солдат родом з Волині. 21 червня пройшло прощання у військовій частині в Чернівцях. 22 червня Владислава Файфуру та ще чотирьох чернівчан поховали на Алеї Слави Центрального кладовища міста Чернівці у Годилові.
У Чернівцях залишилась мати Валентина Василівна, вдома у Делятині — дружина Надія та син Дмитро 2013 р.н.

## Нагороди та відзнаки
- Орден Богдана Хмельницького III ступеня, — за особисту мужність і героїзм, виявлені у захисті державного суверенітету та територіальної цілісності України (02.08.2014, посмертно)[3].
- Почесна відзнака Чернівецької міської ради Медаль «На славу Чернівців» (2015, посмертно)[4].

## Вшанування пам'яті
- 3 листопада 2014 року на території військового містечка в смт Делятин Надвірнянського району Івано-Франківської області на Стелі Героїв встановлено меморіальну дошку на честь Владислава Файфури[5].
- 14 грудня 2016 року в місті Чернівці на фасаді будівлі ЗОШ № 11 (вулиця Південно-Кільцева, 7Б), де навчався Владислав Файфура, йому відкрито меморіальну дошку[6].